# Laurence Owen
Laurence Rochon „Laurie” Owen (ur. 9 maja 1944 w Berkeley, zm. 15 lutego 1961 w Berg) – amerykańska łyżwiarka figurowa startująca w konkurencji solistek. Uczestniczka igrzysk olimpijskich w Squaw Valley (1960), mistrzyni Ameryki Północnej (1961) oraz mistrzyni Stanów Zjednoczonych (1961).
Zginęła śmiercią tragiczną w wieku 16 lat, w katastrofie lotu Sabena 548 w drodze na mistrzostwa świata 1961 do Pragi razem z matką Maribel Vinson i siostrą Maribel Owen.

## Życiorys
Laurence Rochon Owen urodziła się w Berkeley. Była drugą córką Amerykanki Maribel Vinson i Kanadyjczyka Guya Owena. Jej rodzice, podobnie jak dziadkowie ze strony matki, byli łyżwiarzami figurowymi odnoszącymi sukcesy na arenie międzynarodowej. Jej matka Maribel była solistką, 13-krotną mistrzynią Stanów Zjednoczonych oraz brązową medalistką olimpijską 1932 z Lake Placid. Z kolei jej ojciec był wielokrotnym mistrzem Kanady. Zmarł 21 kwietnia 1951 roku w wieku 38 lat z powodu pęknięcia wrzodu żołądka. Laurence miała starszą siostrę Maribel (ur. 1940), która również uprawiała łyżwiarstwo figurowe i występowała w konkurencji par sportowych.
Laurence oprócz łyżwiarstwa uczyła się gry na pianinie i była wyróżniającą się uczennicą Winchester High School. Chciała zostać pisarką. Otrzymała wstępną akceptację do Radcliffe College (filia Uniwersytetu Harvarda, który ukończyła również jej matka. 
Została nazwana po babce ze strony ojca, Laurence Rochon pochodzącej z Ontario. 

### Kariera
Laurence rozpoczęła naukę jazdy na łyżwach w wieku 2 lat, zaś jej trenerką została matka. Jej kariera rozwijała się bardzo wolno i często zajmowała ostatnie miejsca w zawodach. Występowała głównie jako solistka, jednak przez chwilę rywalizowała również w parach sportowych z Billem Hickoxem. W 1954 roku po rozwodzie jej rodziców przeprowadziła się z siostrą i matką do jej rodzinnego miasta Winchester w stanie Massachusetts, a następnie zarówno ona jak i jej siostra dołączyły do klubu SC of Boston. Jej pierwszym sukcesem był złoty medal na krajowych zawodach Eastern Sectionals 1956 w kategorii juniorów, gdzie zakwalifikowała się po raz pierwszy do mistrzostw Stanów Zjednoczonych. Ostatecznie do startu nie doszło z powodu jej złamanego nadgarstka. 
W 1958 roku jako reprezentantka SC Boston zdobyła brązowy, a rok później złoty, medal mistrzostw Stanów Zjednoczonych juniorek. W 1960 roku, 15-letnia  Laurence zdobyła brązowy medal na krajowych mistrzostwach już jako seniorka i otrzymała możliwość reprezentowania kraju na zbliżających się igrzyskach olimpijskich 1960, gdzie uplasowała się na 6. miejscu. 
W 1961 roku zarówno Laurence, jak i jej starsza siostra Maribel (w konkurencji par sportowych) zostały mistrzyniami Stanów Zjednoczonych. Następnie Laurence zdobyła tytuł mistrzyni Ameryki Północnej. Po raz pierwszy w historii córka i matka zdobyły złoty medal w obu tych zawodach.
13 lutego 1961 Owen pojawiła się na okładce czasopisma sportowego Sports Illustrated, gdzie została nazwana „najbardziej ekscytującą łyżwiarką Ameryki”. W tym samym wydaniu dziennikarka Barbara Hellman podkreśliła, że Owen posiada zarówno wspaniałą prezencję jak i umiejętności taneczne, co pozwala jej na odpowiednią interpretację muzyki, zaś jej program dowolny opisała jako „powietrze, styl, indywidualność, która odrywa się od wszystkiego co było dotychczas pokazane w programach dowolnych w ostatnich latach”.

### Śmierć i upamiętnienie
15 lutego 1961 wszyscy pasażerowie tj. 18-osobowa reprezentacja Stanów Zjednoczonych w łyżwiarstwie figurowym, a także trenerzy, rodzice i sędziowie zginęli w katastrofie lotu Sabena 548 w drodze na mistrzostwa świata 1961 do Pragi. Samolot rozbił się w Berg, niedaleko Brukseli. Katastrofa miała miejsce we wsi Berg pod Brukselą. Wśród 73 ofiar była 16-letnia Laurence, jej 20-letnia siostra Maribel Owen, która miała wystąpić na mistrzostwach w parze z Dudleyem Richardsem oraz ich matka, a zarazem trenerka Maribel Vinson. Przyczyna katastrofy pozostała nieznana. W zgliszczach palącego się wraku samolotu i resztek metalu, ratownicy odkryli podpisaną przez Laurence kopię magazynu Sports Illustrated sprzed 2 dni z nią na okładce. 26 lutego Laurie Owen została pochowana na cmentarzu Mount Auburn w Cambridge, Massachusetts, obok swojej matki i siostry.
W 50. rocznicę katastrofy, Laurence, jej siostra i pozostali łyżwiarze polegli w wypadku, zostali uhonorowani w U.S. Figure Skating Hall of Fame Class of 2011.
17 lutego 2011 amerykańska federacja U.S. Figure Skating wydała film dokumentalny Rise 1961 przedstawiający m.in. relacje Owen z jej matką oraz odrodzenie amerykańskiej reprezentacji łyżwiarskiej po śmierci łyżwiarskiej elity kraju.
Na cześć rodziny Vinson-Owen, ich nazwiskiem nazwano szkołę podstawową w Winchester w stanie Massachusetts.

## Osiągnięcia
| Zawody                                    | 1956           | 1957           | 1958           | 1959           | 1960           | 1961           |                |                |                |                |                |                |                |                |                |                |                |
| Międzynarodowe                            | Międzynarodowe | Międzynarodowe | Międzynarodowe | Międzynarodowe | Międzynarodowe | Międzynarodowe | Międzynarodowe | Międzynarodowe | Międzynarodowe | Międzynarodowe | Międzynarodowe | Międzynarodowe | Międzynarodowe | Międzynarodowe | Międzynarodowe | Międzynarodowe | Międzynarodowe |
| ----------------------------------------- | -------------- | -------------- | -------------- | -------------- | -------------- | -------------- | -------------- | -------------- | -------------- | -------------- | -------------- | -------------- | -------------- | -------------- | -------------- | -------------- | -------------- |
| Igrzyska olimpijskie                      |                |                |                |                | 6              |                |                |                |                |                |                |                |                |                |                |                |                |
| Mistrzostwa świata                        |                |                |                |                | 9              |                |                |                |                |                |                |                |                |                |                |                |                |
| Mistrzostwa Ameryki Północnej             |                |                |                |                |                | 1              |                |                |                |                |                |                |                |                |                |                |                |
| Krajowe                                   |                |                |                |                |                |                |                |                |                |                |                |                |                |                |                |                |                |
| Mistrzostwa Stanów Zjednoczonych          |                |                |                |                | 3              | 1              |                |                |                |                |                |                |                |                |                |                |                |
| Mistrzostwa Stanów Zjednoczonych juniorów |                |                | 3              | 1              |                |                |                |                |                |                |                |                |                |                |                |                |                |
| Eastern Sectionals                        | 1 J            |                |                |                |                |                |                |                |                |                |                |                |                |                |                |                |                |

## Nagrody i odznaczenia
- Amerykańska Galeria Sławy Łyżwiarstwa Figurowego – 2011[17][14]